# Planina (Krupanj)
Pour les articles homonymes, voir Planina.
Planina (en serbe cyrillique : Планина) est un village de Serbie situé dans la municipalité de Krupanj, district de Mačva. Au recensement de 2011, il comptait 106 habitants.
Un autre village portant le nom de Planina est situé à proximité.

## Démographie
| 1948 | 1953 | 1961 | 1971 | 1981 | 1991 | 2002 | 2011 |
| ---- | ---- | ---- | ---- | ---- | ---- | ---- | ---- |
| 571  | 636  | 631  | 560  | 469  | 287  | 204  | 106  |

|  |